# Gianni Marco Sansonetti
Gianni Marco Sansonetti (Chieti, 28 gennaio 1965) è un ex calciatore italiano, di ruolo portiere.

## Carriera
Inizia la sua carriera nell'Inter nella stagione 1983-1984 senza scendere in campo.
Successivamente veste le maglie di Imperia, Siena, Messina, ancora Inter, Sambenedettese, Giarre (due stagioni) e Napoli (altre due stagioni), debuttando in Serie A il 24 maggio 1992 nella partita Napoli-Genoa, conclusasi con la vittoria dei partenopei per 1-0. La stagione successiva disputa altre due partite in Serie A.
In seguito Sansonetti milita nelle file di Avellino, Modena, L'Aquila, Rimini, Riccione, Nocerina e Potenza.
In carriera ha totalizzato 3 presenze in Serie A, 10 in Serie B e centinaia di gettoni in Serie C.

## Palmarès

### Club

#### Competizioni nazionali
- Serie C2: 1

Nocerina: 1994-1995
L'Aquila: 1999-2000
Catania:(Serie C1 2001-2002)